# Rio Lek
O Lek é um rio no oeste dos Países Baixos, com cerca de 60 km de comprimento. É a continuação do Baixo Reno, depois que o Reno Curvado se separa na altura da cidade de Wijk bij Duurstede. A partir daí, a principal via fluvial na direção oeste é chamada Lek. O Baixo Reno, por sua vez, é um distributário do Reno. Trechos do rio formam a divisa entre as províncias de Guéldria e Utreque e entre esta e a Holanda do Sul.
O nome "Lek" advém das palavras "lake" e "leek" em médio neerlandês, que significam "via d'água".